# Хеликазы
Хеликазы (иногда геликазы, англ. helicase, от лат. helix — спираль) — класс ферментов, которые имеются у всех живых организмов. Их относят к классу «молекулярных машин», поскольку они используют энергию гидролиза нуклеотидтрифосфатов (АТФ, ГТФ) для движения вдоль сахарофосфатного остова нуклеиновых кислот (ДНК, РНК, гибридов между ДНК и РНК) и разрыва внутри- или межмолекулярных водородных связей между основаниями.
Классифицируют две большие внесистемные группы — ДНК-хеликазы и РНК-хеликазы.

## Функции
Основной функцией хеликаз является разделение цепей двухцепочечной молекулы ДНК или внутримолекулярных связей в молекулах РНК, используя энергию гидролиза АТФ или ГТФ. Движение фермента вдоль цепи нуклеиновой кислоты может происходить как в направлении 5' → 3', так и в направлении 3' → 5', в зависимости от конкретной хеликазы. Многие процессы жизнедеятельности, происходящие в клетке, требуют разделения цепей и расплетения биополимеров вторичной структуры нуклеиновых кислот:
- репликация ДНК
- рекомбинация
- репарация ДНК
- транскрипция
- сплайсинг
- трансляция

Часто в клетках одновременно присутствует несколько десятков хеликаз (у E. coli известно 14, в человеческих клетках - 24). Хеликазам присущи несколько типов структурной организации, они могут быть активны в качестве мономера или димера, хотя наиболее хорошо изученные хеликазы, например, DnaB активны в качестве гексамера, образующего баранкообразную структуру.